# Pisinna rugosa
Pisinna rugosa is een slakkensoort uit de familie van de Anabathridae. De wetenschappelijke naam van de soort is voor het eerst geldig gepubliceerd in 1885 door Hutton.